# Rester vrai (album)
Albums de Florent Pagny
Réaliste
(1992) Bienvenue chez moi
(1995)
Singles
1. Est-ce que tu me suis ?
Sortie : mai 1994
2. Si tu veux m'essayer
Sortie : août 1994
3. Les Hommes qui doutent
Sortie : 1994
4. Rester vrai
Sortie : 1994

Rester vrai est le 3e album studio de Florent Pagny sorti le 22 mars 1994.

## Histoire
L'album marque le début de la renaissance de Florent Pagny[réf. nécessaire]. Pour la première fois, il s'entoure d'un auteur-compositeur-interprète à succès, rencontré lors d'un spectacle des Enfoirés : Jean-Jacques Goldman. Celui-ci réunit autour de lui toute une équipe et lui compose trois chansons sous le pseudonyme de Sam Brewski.
Le groupe Canada et ses membres, Jacques Veneruso, Gildas Arzel et Erick Benzi, lui écrivent également trois chansons.
Florent Pagny reste quand même présent dans l'écriture de la majorité des textes et signe cinq chansons. À ce jour, ce sont ses dernières compositions[réf. nécessaire].
Une autre présence remarquée est celle de Johnny Hallyday, sur un duo intitulé Jamais.
À signaler, la présence d'un morceau caché en plage 69[réf. nécessaire]. Le titre de la chanson ne sera révélé que plus tard[Quand ?] : Le Blues.

## Autour de l'album
Référence originale : Philips 522284 2
Deux titres sont extraits de l'album et paraissent en singles :
- Est-ce que tu me suis ? (n°45 au Top 50)
- Si tu veux m'essayer (n°7 au Top 50)

- la chanson Jamais sort également et tardivement en single en mars 1996, (en second titre du single Caruso).

En France, l'album est certifié double disque d'or (200 000 exemplaires vendus). Il rentre dans le classement du SNEP, le 20 mars 1994 et y reste 39 semaines. Sa meilleure place est la n° 19.
L'album précède  deux concerts à guichets fermés les 28 et 29 novembre 1994 à l'Olympia[réf. nécessaire].
La chanson Si tu veux m'essayer est adaptée en anglais par Michael Leahy pour l'album Between Now and Tomorrow en 2009 pour la chanteuse belge Dana Winner, sous le titre If You Want to Know Me.

## Liste des titres
| No  | Titre                                | Auteur                                     | Durée |
| --- | ------------------------------------ | ------------------------------------------ | ----- |
| 1.  | J'irai quand même                    | Florent Pagny/Jacques Veneruso-Erick Benzi | 5:06  |
| 2.  | Si tu veux m'essayer                 | Sam Brewski                                | 4:04  |
| 3.  | Rêve aussi le jour                   | Bertrand Chatenet/Philippe Osman           | 3:52  |
| 4.  | Est-ce que tu me suis ?              | Sam Brewski                                | 4:28  |
| 5.  | Comme de l'eau                       | Florent Pagny                              | 3:38  |
| 6.  | Rester vrai                          | Florent Pagny                              | 4:04  |
| 7.  | Rappelle-toi de tes rêves            | Florent Pagny                              | 3:54  |
| 8.  | Les Hommes qui doutent               | Jacques Veneruso/Canada                    | 4:24  |
| 9.  | Loin                                 | Florent Pagny-Sam Brewski/Sam Brewski      | 5:05  |
| 10. | Vent d'Orient                        | Florent Pagny                              | 3:42  |
| 11. | Jamais (en duo avec Johnny Hallyday) | Gildas Arzel/Canada                        | 3:35  |
| 69. | Le Blues (titre caché)               | Jacques Veneruso                           | 0:02  |